# مونته‌رئاله والچلینا
مونته‌رئاله والچلینا (به ایتالیایی: Montereale Valcellina) یک کومونه در ایتالیا است که در استان پوردنونه واقع شده‌است. مونته‌رئاله والچلینا ۶۷٫۹ کیلومترمربع مساحت و ۴٬۴۵۵ نفر جمعیت دارد و ۳۱۷ متر بالاتر از سطح دریا واقع شده.